# شهرستان گریلی (کانزاس)
شهرستان گریلی، کانزاس (به انگلیسی: Greeley County, Kansas) یک سکونتگاه مسکونی در ایالات متحده آمریکا است که در کانزاس واقع شده‌است.